# Найпрекрасніший вечір мого життя
«Найпрекрасніший вечір мого життя» («La più bella serata della mia vita») — італійська драматична кінокомедія 1972 року, знята режисером Етторе Скола, з Альберто Сорді і Мішель Симон у головних ролях.

## Сюжет
Альфредо Россі, римський комівояжер, який проживає в Мілані, нелегально провозить до Швейцарії сто мільйонів лір, маючи намір покласти їх у банк. Виявивши, що банк уже зачинено, і збираючись знайти готель, він зустрічає привабливу мотоциклістку і женеться за нею на своїй Мазераті пустельною гірською дорогою. Раптово його машина зупиняється на мосту через гірську річку. Россі змушений просити гостинності в старовинному замку, де виявляється залученим як обвинувачений у гру — судовий процес, який проводять четверо представників судової влади у відставці. Постулат суддів: невинних немає — є ті, хто уникнув покарання. І Россі, який марнославно насолоджується своєю роллю в цій грі, що проходить під час розкішної вечері з дорогими винами, засуджують до смертної кари. У якийсь момент гра перестає бути грою…

## У ролях
- Альберто Сорді: Альфредо Россі
- Мішель Симон: адвокат Цорн
- Джанет Агрен: Симонетта
- Чарльз Ванель: суддя Дутц
- Клод Дофін: реєстратор Бюїссон
- П'єр Брассер: Граф де Ла Брюнетьєр
- Джузеппе Мафіолі: кат Пілет

## Знімальна група
- Режисер: Етторе Скола
- Сценарій: Серджо Амідеї, Етторе Скола
- Продюсер: Діно де Лаурентіс
- Оператор: Клаудіо Чірілло
- Композитор: Армандо Тровайолі
- Художник: Лучано Річчері
- Монтаж: Раймондо Крочані
- Костюмери: Лучано Річчері, Бруна Пармезан